# Chionogentias
Chionogentias es un género con 44 especies de plantas con flores perteneciente a la familia Gentianaceae.
Está considerado un sinónimo del género Gentianella.

## Especies seleccionadas
- Chionogentias antarctica  	(Kirk) L.G. Adams
- Chionogentias antipoda 	(Kirk) L.G. Adams
- Chionogentias astonii 	(Petrie) L.G. Adams
- Chionogentias barringtonensis 	L.G. Adams